# 2004 en animation asiatique
Voir aussi: 2004 au cinéma - 2004 à la télévision
2003 en animation asiatique - 2004 en animation asiatique - 2005 en animation asiatique

## Festivals et conventions
- 2 au 4 juillet : Japan Expo (6e impact)

## Principales diffusions en France

### Films
- 1er décembre : Innocence : Ghost in the Shell 2

## Principales diffusions au Japon

### Films
- 6 mars : One Piece : La malédiction de l'épée sacrée
- 6 mars : Innocence : Ghost in the Shell 2
- 17 avril : Appleseed
- 17 avril : Détective Conan : Le Magicien du ciel argenté
- 22 juillet : Pokémon : La Destinée de Déoxys
- 21 août : Naruto et la Princesse des neiges
- 27 août : Mobile Suit Gundam SEED : The Empty Battlefield (en)
- 24 septembre : Mobile Suit Gundam SEED : The Far-Away Dawn (en)
- 17 octobre : Mobile Suit Zeta Gundam : A New Translation
- 22 octobre : Mobile Suit Gundam SEED : The Rumbling Sky (en)
- 20 novembre : Le Château ambulant

### OVA
- 26 mars : Mobile Suit Gundam SEED : After Phase: Between the Stars
- 1er juillet : Mobile Suit Gundam MS IGLOO, The Hidden One Year War
- 25 août : Negima!

### Séries télévisées
- 7 avril : Monster
- 12 avril : Gantz (saison 1)
- 17 avril : Initial D Fourth Stage
- 20 mai : Samurai champloo
- 25 juillet : Elfen lied
- 26 août : Gantz (saison 2)
- 11 septembre : Windy tales
- 30 septembre : Beet the Vandel Buster
- 5 octobre : Bleach
- 6 octobre : Yu-Gi-Oh! GX
- 9 octobre : Mobile Suit Gundam SEED DESTINY
- 10 octobre : School Rumble